# Geschichte der Arques Industries
Dieser Artikel beschreibt die Geschichte des Unternehmens Arques Industries AG, der ehemaligen Bezeichnung der Gigaset AG.

## Geschichte

Historische Logos
Logo von 2002 bis 2008
Logo von 2008 bis 2011

Das Unternehmen wurde am 26. Januar 1900 unter dem Namen AG Bad Salzschlirf als Kurmittelbetrieb in Bad Salzschlirf gegründet. Bis zum 1. Februar 2001 operierte das Unternehmen unter diesem Namen. Schließlich wurde ein Insolvenzverfahren (Planverfahren) über das Vermögen der AG Bad Salzschlirf eröffnet.
Am 17. Mai 2002 übernahmen Peter Löw 61 Prozent und die Buchanan-Gruppe des Investors Steven Wilkinson 22 Prozent der Gesellschaft; damit hatten sie 83 Prozent des Unternehmens unter ihre Kontrolle gebracht. Kurz darauf übernahm Löw den Vorstandsvorsitz. Am 24. Juni 2002 wurde die ehemalige AG Bad Salzschlirf in Arques umbenannt; der Unternehmenszweck wurde laut Satzung auf den Erwerb und die Sanierung mittelständischer Unternehmen erweitert. Am 27. August 2002 konnte das Insolvenzverfahren aufgehoben werden.
Am 2. September 2002 erfolgte die Übernahme des Telekommunikationsanbieters Tesion Communicationsnetze Südwest GmbH & Co. KG von der Energie Baden-Württemberg (EnBW), der 60.000 Kunden aufwies und 2001 einen Umsatz von 89,5 Millionen Euro erwirtschaftete.
Am 14. August 2003 wurde die nächste Beteiligung erworben, die Schierholz-Translift-Gruppe aus Bremen.
Am 16. Dezember 2003 wurde die Arques in Arques Industries umbenannt.
Am 24. Juli 2007 wurde bekannt gegeben, dass Arques den IT-Distributor Actebis von der Otto-Gruppe für 110 Millionen Euro erworben hat. Actebis sollte die Nummer drei unter den IT-Distributoren Europas sein und beschäftigte zu dem Zeitpunkt zirka 1.300 Mitarbeiter. Diese Transaktion mit einem Umsatzanteil von 2,5 Milliarden Euro pro Jahr war die bislang größte Übernahme der Arques. Später wurden zusätzlich die Landesgesellschaften von Actebis in Dänemark, Norwegen und Schweden übernommen, die sich noch im Besitz der Otto-Gruppe befanden, womit der Umsatzanteil von Actebis bei Arques auf über 3 Milliarden Euro stieg.
Am 26. September 2007 kündigte die Deutsche Börse an, die Aktie des Unternehmens ab dem 1. Oktober 2007 im MDAX zu führen, aus dem sie jedoch bereits im Juni 2008 aufgrund nicht ausreichender Marktkapitalisierung in den SDAX wechseln musste. Am 22. März 2010 fiel die Aktie auch aus diesem Auswahlindex heraus.
Am 1. Oktober 2008 verkaufte Siemens 80,2 % seiner Anteile der Kommunikationssparte Siemens Home and Office Communication Devices (anschließend in Gigaset Communications GmbH umfirmiert) an Arques für 45 Millionen Euro; dies führte zu einem erbitterten Streit mit Siemens wegen ausstehender Zahlungen in der bezeichneten Höhe sowie Garantien in Höhe von 15 Millionen Euro. Im Laufe dieses Rechtsstreits erstattete Siemens Anzeige wegen Betrugs, was zu einer Hausdurchsuchung durch die Polizei in den Räumlichkeiten von Arques Industries führte. Der Rechtsstreit endete schließlich mit einem Vergleich.
Anfang 2009 wurden mehrere Beteiligungen im Paket an BluO veräußert. BluO ist eine Private-Equity-Fondsgesellschaft mit Sitz in Luxemburg, die im Herbst 2008 von den früheren Arques-Vorständen Peter Löw und Martin Vorderwülbecke gegründet wurde. Markus Zöllner, ehemaliges Arques-Vorstandsmitglied, ist ebenfalls bei BluO.
Am 22. Juli 2009 teilte die Europäische Kommission mit, dass sie im Rahmen kartellrechtlicher Untersuchungen gegen verschiedene europäische Unternehmen des Kalziumkarbidsektors auch gegen die Arques Industries ein Bußgeld verhängt hat.
Im Sommer 2009 verkaufte Arques den ITK-Distributor Actebis an die Droege Capital GmbH für mindestens 40 Millionen Euro.
Am 26. August 2010 kam es während der Hauptversammlung zum Eklat. Peter Löw und einige Aktionäre stürzten den alten Vorstand. Zum 1. September 2010 verließen die alten Vorstandsmitglieder Hans Gisbert Umke und Michael Hütten das Unternehmen; der ehemalige Vorstandsvorsitzende Peter Löw übernahm den Posten des Aufsichtsratsvorsitzenden. Den Vorstandsvorsitz übernahm Maik Brockmann. Im November 2010 wurde von Arques Industries beschlossen, ihr Unternehmensziel zu ändern: Arques sollte in Zukunft keine kleineren Unternehmen mehr kaufen und sanieren, sondern bestehende Beteiligungen, wie z. B. van Netten verkaufen und nur noch als Telekommunikationsunternehmen fungieren. Am 20. Dezember 2010 beschloss eine außerordentliche Hauptversammlung die Umbenennung in Gigaset AG. 
Der Vorstand der Gigaset AG beschloss am 19. September 2023, wegen Zahlungsunfähigkeit einen Antrag auf Eröffnung eines Regelinsolvenzverfahrens für die Gigaset AG sowie einen Antrag auf Eröffnung eines Insolvenzverfahrens in Eigenverwaltung für deren mittelbare Tochtergesellschaft Gigaset Communications GmbH beim zuständigen Amtsgericht Münster zu stellen.

## Beteiligungsgeschichte
- Infosystems GmbH (Erwerb: 12. Dezember 2003; Verkauf: 5. Mai 2004)
- Gimflex S. A. (Verkauf: November 2004)
- Schierholz Translift AG (Erwerb: 14. August 2003; Verkauf: Juni 2005)
- Heinrich Heiland (Erwerb: Februar 2006; Verkauf: 30. Juni 2006)
- Teutonia Kinderwagenfabrik GmbH (Erwerb: 1. April 2004; Verkauf: 16. Februar 2007)
- Salto Paper (Erwerb: 1. September 2006; Verkauf: 1. Juli 2007)
- Schaltbau Holding AG
- SKW Stahl-Metallurgie-Gruppe (Erwerb: 30. August 2004; Verkauf: 20. Juli 2007)
- SKS Stakusit Bautechnik GmbH (Erwerb: zum 1. Januar 2005; Verkauf: 31. Juli 2007)
- E. Missel GmbH & Co. KG (Erwerb: 15. November 2004; Verkauf: 22. Februar 2008)
- Oxiris (Erwerb: 1. Mai 2007; Verkauf: Mai 2008)
- Jahnel-Kestermann Getriebewerke GmbH & Co. KG (Erwerb: 11. April 2005; Verkauf: 14. April 2008)
- Arquana International Print & Media (Erwerb: 27. Mai 2005; Börsengang: Oktober 2005; inzwischen insolvent: Insolvenzantrag am 27. Januar 2008 gestellt)
- Actebis Gruppe (Erwerb: 28. September 2007; Verkauf: 4. August 2008)
- NT plus AG (Erwerb: 5. November 2007; Verkauf: 4. August 2008 als Bestandteil der Actebis Gruppe)
- Richard Schöps & Co AG (Erwerb: 2. April 2007; Verkauf: 14. August 2008)
- Hottinger Maschinenbau GmbH (Erwerb: 30. März 2006; Verkauf: 3. September 2008)
- Eurostyle (Erwerb: 31. Dezember 2007; Verkauf: 18. Dezember 2008)[6]
- ddp Deutscher Depeschendienst GmbH (Erwerb: 8. November 2004; Verkauf: 22. Januar 2009)
- Rohner AG (Erwerb: 9. März 2006; Verkauf: 22. Januar 2009)
- Evotape S. p. A. (Erwerb: 1. Juni 2005; Verkauf: 22. Januar 2009)
- BEA Elektrotechnik und Automation Technische Dienste Lausitz GmbH (Erwerb: 13. November 2006; Verkauf: 22. Januar 2009)
- BEA Electrics Gruppe (Erwerb: 1. August 2007; Verkauf: 22. Januar 2009)
- tiscon AG Infosystems (Erwerb: 26. Oktober 2005; Verkauf: 20. Juli 2009)
- A. Rohé GmbH (Erwerb: 3. Oktober 2007; Verkauf: 6. März 2009)[7]
- Calibrados de Precision, S. A. (Erwerb: 26. Juni 2007, Abgabe über den Management-Buy-Out von Arques Iberia S. A. im Juli 2009)[8]
- Agencia Servicios Mensajeria (ASM) (Erwerb: 28. April 2008; Verkauf: 9. November 2009 durch ehemalige Tochtergesellschaft Arques Iberia)[9]
- Farbendruck Weber AG, umfirmiert in Weber Benteli AG (Erwerb: 29. August 2006; Verkauf: 4. April 2010)[10]
- Fritz Berger GmbH (Erwerb: 1. Mai 2006; Verkauf: 29. April 2010)[11]
- Golf House Direktversand GmbH (Erwerb: 21. Juni 2005; Verkauf: 12. Juli 2010)[12]
- Woco Michelin AVS, umfirmiert in Anvis Group (Erwerb: 28. September 2007; Verkauf: 3. Dezember 2010)[13]
- Carl Froh GmbH (Erwerb: 1. Mai 2008; Verkauf: 16. Dezember 2010)[14]
- Wanfried Druck Kalden GmbH (Erwerb: 30. März 2007; Verkauf: 10. Januar 2011)[15]
- van Netten GmbH (Erwerb: 4. April 2007; Verkauf: 17. Mai 2011)[16]
- Oxxynova GmbH (Erwerb: 12. Oktober 2006; Verkauf: 27. April 2011)[17]